# 2013年の日本競馬
2013年の日本競馬（2013ねんのにほんけいば）では、2013年（平成25年）の日本競馬界についてまとめる。
2012年の日本競馬 - 2013年の日本競馬 - 2014年の日本競馬

## 概要
日本中央競馬会（JRA）は、2012年10月22日に開催日割と重賞日程を発表。
各地の地方競馬で施行されるダートグレード競走は、2012年11月28日に2013年度の格付けを、2013年3月11日に競走日程などの詳細を発表。これは地方競馬の会計年度が4月から翌年3月となっているためで、1月-3月については2012年度分として既に発表済。本年度に格付けを新規取得したダートグレード競走は3競走で、JBCレディスクラシックがJpnI、レディスプレリュードがJpnII、オーバルスプリントがJpnIIIにそれぞれ格付けされた。

### 降着・失格の規定変更
降着や失格に関する判断基準や規定が、以下の通り大幅に変更された。海外の競馬主要国が採用している「競走馬がレースで発揮したパフォーマンス（到達順位）を尊重する」観点を重視し、シンプルでわかりやすくしたとしている。
1. 降着は「走行妨害がなかった場合、被害馬が加害馬より先に入線できたかどうか」が判断基準となる。「被害馬が先着できたと判断されれば加害馬は被害馬の後ろに降着、先着できていたとはいえないと判断された場合は到達順位通り」となり、被害馬と加害馬の関係だけで裁決委員が判断する。
2. 失格は「極めて悪質で、他の馬・騎手への危険行為により競走に重大な支障を発生させた」場合に限られ、従来のように「被害馬の騎手が落馬し競走中止」となっただけでは失格とはならない。
3. 加害馬の騎手に対してはより厳格に制裁を科すこととされ、降着や失格の有無にかかわらず騎乗停止などの処分が下されるほか、JRAでは悪質な騎乗を繰り返した騎手について裁定委員会で免許取り消しを検討する場合もある。
4. 従来はすべての着順で変更の可能性がある場合に審議の表示（ランプ点灯等）を行っていたが、新規定では「5位までに入線した馬の着順を変更する可能性がある場合」に限り表示させる。6着以下の入線馬で着順変更の可能性がある場合は審議の表示を行わず、後刻パトロールビデオ等で告知。

上記の規定変更は中央競馬が1月より、地方競馬が4月1日以降順次適用を開始した。

### 地方競馬の発売所における中央競馬の発売拡大
3月23日より門別競馬場を含むホッカイドウ競馬の発売所（一部を除く）で、地方競馬共同トータリゼータシステムを利用して中央競馬の場外発売を開始した。中央競馬の発売システムを利用した施設「ウインズ」「エクセル」「パークウインズ」と区別するため、これらの地方競馬発売施設には「J-PLACE」の統一呼称が併用された。その後、4月7日より大井競馬場（一部の場外も含む）と高知競馬場（一部の場外も含む）、4月13日より名古屋競馬場（一部の場外も含む）、4月14日より金沢競馬場、4月27日より兵庫県競馬の場外発売施設「DASHよかわ」、6月8日より帯広競馬場を含むばんえい競馬の発売所（一部を除く）、8月10日よりホッカイドウ競馬の場外発売施設「Aiba浦河」、10月6日より船橋競馬場でも「J-PLACE」としての場外発売を開始した。
上記のほか、テレトラック三本木では11月10日より、「ウインズ三本木（テレトラック三本木内）」の呼称で中央競馬の場外発売も開始。GI競走の施行日に、GI競走のみ発売する。

### 兄弟・双子騎手による記録
双子騎手が2レース連続で1・2着独占
2月17日に行われた京都競馬第2競走と第3競走で、それぞれ双子騎手の国分恭介が1着、国分優作が2着を記録。兄弟騎手が同一日に2競走連続で1・2着を独占したのは2008年10月4日の中山競馬（第7・第8競走）以来となるが、双子騎手による記録は史上初となった。
GIで兄弟騎手が1・2着独占
4月7日に行われた桜花賞ではクリスチャン・デムーロが1着、兄のミルコ・デムーロが2着となり、GIでは初の兄弟騎手による1・2着独占となった。次いで10月13日の秋華賞では武幸四郎が1着、兄の武豊が2着となった。
兄弟騎手が2週連続GI勝利
桜花賞でクリスチャン・デムーロが勝利した翌週、4月14日の皐月賞ではミルコ・デムーロが1着を記録。兄弟騎手が2週連続でGIを勝ったのは、グレード制が導入された1984年以降初めて。その後も5月19日の優駿牝馬（オークス）では武幸四郎が、翌週5月26日の東京優駿（日本ダービー）では兄の武豊がそれぞれ勝利を記録したほか、11月10日のエリザベス女王杯を武幸四郎が、翌週11月17日のマイルチャンピオンシップを武豊がそれぞれ勝利した。
同一レースに3兄弟騎手が騎乗
8月14日の盛岡競馬第3競走と第9競走（クラスターカップ）で、山本政聡（岩手）・山本聡哉（岩手）・山本聡紀（船橋）の3兄弟騎手が騎乗した。3兄弟が同時期に現役騎手であり、かつ同一レースで騎乗するのは中央・地方を通じても極めて珍しい。

### 不祥事、騎手・調教師等に対する重大な制裁

#### 中央競馬
トレセン内での刃傷事件
8月31日午前8時40分頃、美浦トレーニングセンター内の厩舎で33歳の調教助手が28歳の厩務員を作業用の包丁で切りつけ、厩務員は左手や首に全治10日間の負傷。調教助手は通報で駆け付けた茨城県警稲敷署員に傷害容疑でその場で逮捕された。稲敷署などによると今回のような事案は「記憶にない」としている。二人は以前から不仲だったという。
裁決室内で粗暴行為
11月2日の京都競馬第2競走で、第8位に入線したミンディに騎乗した北村友一（栗東）は、第4コーナーで内側に斜行し他馬の進路を妨害したとして開催日4日を含む9日間の騎乗停止処分を受けた。しかし、この裁決に不満を持った北村友は裁決室を退出する際、中にあった机を倒すなどの粗暴行為を働いたため更に開催日2日を含む7日間の騎乗停止処分が追加された。JRAによると、粗暴行為などで制裁が追加されたのは史上初という。
酒気帯び運転で騎乗停止
騎手の佐久間寛志（栗東）が11月21日午後9時30分頃、滋賀県栗東市内で酒気を帯びた状態で原動機付自転車を運転していたところ、滋賀県警に道路交通法違反で検挙された。その後12月16日に大津簡易裁判所で罰金刑に処されたことを受け、JRAはこの事実を公表するとともに、「重大な非行があった」として12月24日に開催された2回目の裁定委員会で佐久間に対し12月16日から2014年3月15日まで3か月間の騎乗停止処分とした。

#### 地方競馬
調教師の暴行事件
7月23日未明、岩手県競馬組合所属調教師の菅原勲が奥州市内の飲食店で知人を殴り、暴行の現行犯で逮捕された。24日に釈放後、被害者へ謝罪のうえ示談も成立し、被害届は取り下げられた。その後盛岡地検水沢支部は8月6日までに、菅原を不起訴処分とした。
管理馬は全馬が8月18日まで出走を自粛、8月14日には岩手県競馬組合が菅原に対する処分を発表し、「競馬の健全な施行に悪影響を及ぼす非行」として戒告および8月24日から9月14日まで開催日10日間の賞典停止とした。

### 中央競馬
本年度の開催日割は札幌競馬場がスタンド改築工事のため開催を休止することに伴い、北海道地区の競馬開催がすべて函館競馬場で行われ北海道地区全体の開催日数が削減された。このほか、関東地区の夏季競馬も開催日程に一部変更が加えられ、第3回東京競馬を8日間開催に変更し、その後第2回福島競馬（8日間）→第2回新潟競馬（12日間）とし、新潟競馬場では夏季の開催日数が削減された（年間の新潟開催日数は例年通り）。また、関西地区でも中京競馬場で通年開催を行い開催日数が増やされた一方、小倉競馬場の開催日数が削減された。全体でみると東京と中京では開催日数が増やされ、北海道・小倉はやや減少した。
年初は例年通り1月5日（中山競馬・京都競馬）から始まり、12月23日（中山競馬・阪神競馬）まで開催。祝日を含む3日間開催は前年から増やされ、本年は4節（1月12・13・14日、9月14・15・16日、10月12・13・14日、12月21・22・23日）で実施。
重賞競走の施行時期や格付けなどにも一部変更が加えられ、東海ステークスと平安ステークスの施行時期が入れ替わったほか、2012年に新設されたアルテミスステークスは格付け未取得のため、本年の格付けを「重賞」と表記する。また、例年札幌競馬場で施行していた重賞競走は、スタンド改築に伴う札幌開催休止により、すべて函館競馬場で施行。これにより札幌記念も函館競馬場で施行され、函館競馬場では初めてのGII開催となった。
東京優駿（日本ダービー）施行日となる5月26日は「東京優駿80回記念」として、当日の東京競馬と京都競馬で過去の日本ダービー優勝馬にちなんだ特別競走を編成。さらに東京優駿の1着賞金も2億円に増額され、有馬記念と同額になった。
従来、夏季の2歳重賞競走（函館2歳ステークス・新潟2歳ステークス・札幌2歳ステークス・小倉2歳ステークス）は未勝利馬・未出走馬が出走できなかったが、本年より「上級挑戦に意欲のある競走馬・陣営の出走機会を拡大する」観点からこの制限を撤廃したほか、3歳クラシック競走における外国調教馬の出走頭数も「出走可能頭数の2分の1（最大9頭）」に緩和した。また、一旦中央競馬の登録を抹消し地方競馬に転入後、中央競馬へ再登録する際の要件も「3歳馬までは2勝以上、4歳以降は3勝以上」に変更された。

#### 開催成績
競馬場別の開催実績は以下の通り。
- 札幌競馬場：スタンド改築のため開催休止（前年比：-14日）
- 函館競馬場：4回・24日（前年比：+12日）
- 福島競馬場：3回・22日（前年比：増減なし）
- 新潟競馬場：3回・24日（前年比：-4日）
- 中山競馬場：5回・41日（前年比：増減なし）
- 東京競馬場：5回・45日（前年比：+4日）
- 中京競馬場：4回・26日（前年比：+4日）
- 京都競馬場：5回・44日（前年比：増減なし）
- 阪神競馬場：5回・42日（前年比：増減なし）
- 小倉競馬場：2回・20日（前年比：-2日）

年間総売上は2兆4049億3351万3200円（前年比：100.4%）で前年を上回ったが、総入場者数は609万2403人（前年比：98.4%）で前年割れ。

#### 調教師・騎手免許試験要領の改訂
JRAは8月7日に、2014年度の調教師・騎手免許試験要領を公示。今回より「外国の騎手免許を受けている者」に対する受験規定が明文化され、1次試験の「学力に関する筆記試験」を英語で受験可能にするなどの改訂が加えられた。これにより、従来は最大3ヶ月有効の短期免許で騎乗を余儀なくされていた外国人騎手に対し、通年騎手免許を取得するための道筋が明確化した。公示を受け、かねてより受験の意向を表明していたミルコ・デムーロ（ イタリア）が10月2日に1次試験を受験したが、不合格となった。2015年度はミルコ・デムーロとクリストフ・ルメール（ フランス）が騎手免許試験に挑み、2名とも合格した。

このほか、過去にJRAの騎手免許を取得していた厩務員や調教助手に対する試験要領も明文化され、1次試験での騎乗技術試験（基本馬術）を免除し「学力に関する筆記試験」のみとするほか、体重制限も緩和された。これにより、厩務員や調教助手に転身した元騎手が現役復帰するための道筋も広がった。この規定を利用した受験者として、元騎手の柴田未崎が騎手免許試験に合格した。
また調教師試験要領も改訂され、外国の調教師免許を持つ日本人調教師がJRAで開業できるようにするための道筋も整備された。「実績優秀」と免許試験委員会が認めた者は「（1次試験）学力に関する筆記試験」と「（2次試験）学力に関する口頭試験」がともに日本語で行われ、いずれも基準点を上回れば合格となる。

#### 同枠の3頭がすべて同一馬主
8月10日の新潟競馬第11競走（新潟日報賞、18頭立て）で、同一馬主の所有馬3頭が同枠に入る珍事があった。吉田照哉所有の馬3頭が出馬投票の結果同じ8枠に入ったため、騎手は16番（オリービン）が桃色帽、17番（エクセラントカーヴ）が桃と白の四ツ割染め分け帽、18番（リンゴッド）が桃と白の八ツ割染め分け帽をそれぞれ着用した。このようなケースは、1963年に8枠制が施行されて以来初めて。また、8月24日の小倉競馬第9競走（ひまわり賞、18頭立て）でも竹園正繼所有の馬が同じ8枠に3頭入ったため、8月10日と同様の措置が取られた。

#### 初の直営ミニ場外新設へ
JRAが2年間の社会実験として茨城県稲敷郡阿見町に直営の小規模場外発売所「ライトウインズ阿見」を新設すると、阿見町長の天田富司男が9月5日の記者会見で明らかにした。小規模場外発売所（いわゆる「ミニ場外」）はすでに一部の地方競馬で運用されているが、JRAの直営では初めてとなる。2014年3月29日より営業を開始した。

#### 1歳馬の預託をめぐる角居厩舎の方針転換
調教師の角居勝彦（栗東）は6月12日に、預託可能頭数の削減に対応するためとして2012年生まれの1歳馬を一切預からないことを厩舎の公式ブログで公表したが、11月29日になって厩舎の公式ブログ内で、数頭の1歳馬を受け入れる方針に転換した。
方針転換の大きな理由は、厩舎所属馬のうち3歳世代に未勝利馬が相次いだことで所属馬が大幅に減少したためとしている。なお、ウオッカの2番仔となる「ウオッカの2012」については、馬主の谷水雄三が当初の発表後も預託先を決めず、厩舎サイドの方針が変わるまで待っていたため、角居厩舎に所属することが決定した。

### 地方競馬
地方競馬全国協会が公表した平成25年度の開催成績によると、全国の売得金（売上）総額は3553億3044万1500円（前年度比：106.8%）で2年連続の増加となったほか、全ての主催者が前年度実績を上回った。また、1日平均売得金額も2億7934万7800円（前年度比：115.8%）で3年連続の増加となり、平成に入ってから最大の増加率となった。各競馬場を合わせた総入場人員は325万3984人（前年度比：94.7%）で前年割れとなったが、1日平均の入場者数は2558人（前年度比：102.6%）となり、前年度よりも増加した。
以下の内容は4月 - 2014年3月まで（平成25年度）の開催日程について。1月 - 3月については、平成24年度の日程として発表済。

#### 相次ぐ禁止薬物の検出
地方競馬で、競走馬から禁止薬物の検出が相次いだ。いずれも提出された検体を公益財団法人競走馬理化学研究所が検査した際に判明したもので、主催者により所轄の警察へ競馬法違反の疑いで届けが出されている。
- 7月7日 - 6月25日の門別競馬第10競走で2着となった5歳牝馬の尿から、プロカインを検出。馬は30日間の出走停止処分、馬主や調教師・騎手へ支払われた賞金は返還させることとした（的中馬券はそのまま有効）[49][50]ほか、管理調教師の佐久間雅貴に対して戒告および9月10日から開催日60日間の賞典停止[51]。
- 8月11日 - 7月28日の盛岡競馬第10競走（ひまわり賞）で5位入線した3歳牝馬の尿から、カフェインを検出。馬は当該レースを失格としたうえで30日間の出走停止処分、馬主や調教師・騎手へ支払われた賞金は返還させることとした[52]ほか、管理調教師の熊谷昇に対し戒告及び2014年3月22日から開催日40日間の賞典停止処分を科した[53]。
- 12月17日 - 12月7日の名古屋競馬第7競走で2位入線した4歳牝馬の尿から、ニコチンを検出。報告を受け同馬の血液も採取して再検査した結果、血液からは検出されなかったため、尿検査で陽性反応が出た原因は引き続き調査中としている[54]。

#### 帯広市（ばんえい競馬）
26回・153日開催（前年度比：増減なし）。
売得金総額は116億5383万3700円（前年度比：111.2%）、総入場人員は26万8693人（前年度比：105.8%）でともに前年を上回った。
ナイター開催が初めて開幕日から実施され、11月18日まで95日開催（前年度比：17日増）。重賞競走は25競走を施行（前年度比：増減なし）。ばんえい記念の1着賞金が、本年度は再び500万円に戻された。
リーディングジョッキーは鈴木恵介、リーディングトレーナーは服部義幸がそれぞれ獲得。

#### 北海道（ホッカイドウ競馬）
15回・79日開催（前年度比：1日減）。
売得金総額は138億7574万3800円（前年度比：116.4%）で前年を上回ったが、総入場人員は4万8567人（前年度比：98.9%）で前年割れ。
本年も門別競馬場で全日程ナイター開催。重賞競走は2歳牝馬限定の「ブロッサムカップ（H3）」が新設され、23競走（前年度比：1競走増）を施行。JRA認定競走は重賞・上級認定競走・新馬・未勝利を合わせて118競走（前年度比：5競走減）を施行。スタリオンシリーズ競走は37競走（重賞19競走・特別18競走）で実施、スタリオン・プレミアムシリーズは11競走を施行。
JRA認定競走とならない2歳未勝利戦の賞金が秋季（第12回）開催から増額されたほか、古馬の出走手当も一部見直された。
また、馬主や調教師などが出走計画を立てやすくすることを目的として、全国で初めてとなる2歳馬戦の年間概定番組を発表した。
年度代表馬はハッピースプリント（2歳）とレオニダス（3歳以上）を選出。またリーディングジョッキーは桑村真明、リーディングトレーナーは原孝明が獲得。

##### 13歳での初出走
9月16日に門別競馬場で行われたホッカイドウ競馬の競走能力・発走調教検査において、13歳の未出走馬マーチャンダイズが合格。10月1日の門別競馬第4競走で初出走を果たし（結果は10頭中10着）、地方競馬での最高齢デビュー記録を大幅に更新した。

#### 岩手県競馬組合（岩手競馬）
通常開催・特別開催を合わせた競馬場別の開催実績は以下の通り。
- 盛岡競馬場：10回・59日（前年度比：6日増）
- 水沢競馬場：11回・70日（前年度比：5日減）

2場を合わせた売得金総額は220億7741万7700円（前年度比：121.7%）で前年を上回ったが、総入場人員は28万7242人（前年度比：95.8%）で前年割れ。
重賞競走は大幅に増やされ、46競走（前年度比：14競走増）を施行。HITスタリオンシリーズは本年度も継続され、6競走を施行。
年度代表馬には、ドリームクラフト（牡8歳）を選出。

#### 特別区競馬組合・神奈川県川崎競馬組合・埼玉県浦和競馬組合・千葉県競馬組合（南関東公営競馬）
競馬場別の開催実績は以下の通り。
- 大井競馬場：20回・104日（前年度比：1日増）
- 川崎競馬場：13回・63日（前年度比：1日減）
- 船橋競馬場：12回・52日（前年度比：2日減）
- 浦和競馬場：12回・48日（前年度比：増減なし）

4場を合わせた売得金総額は2072億6422万9500円（前年度比：103.3%）で前年を上回ったが、総入場人員は127万7251人（前年度比：98.3%）で前年割れ。
重賞競走はオーバルスプリントとレディスプレリュードがダートグレード競走として新規格付けされたほかは前年度から変更なし。賞金等は浦和競馬で一部が減額された。なお、祝日日程の関係でかしわ記念と日本テレビ盃が再び祝日開催となった。

##### 生え抜き勝ち馬に奨励金支給
特別区競馬組合は4月10日、デビューから大井で所属している勝ち馬を対象に、羽田盃（4月24日）から京浜盃（2014年3月）までの12競走で賞金の他に奨励金を支給すると発表。奨励金の最高額はジャパンダートダービー（JpnI、7月10日）の500万円。

##### 日韓交流競走
日本（大井競馬）と 韓国で、それぞれ競走馬を招待して初の交流競走が行われた。
韓国では9月1日にソウル競馬場で行われた「第21回SBS ESPN杯 韓日競走馬交流競走」（距離1400m）に大井所属の競走馬3頭と騎手3名が出走し、トーセンアーチャー（的場文男騎乗）が優勝したほか、当地で期間限定騎乗中の倉兼育康（高知）も韓国馬事会（KRA）所属馬に騎乗し3着となった。
日本では11月26日に大井競馬場でKRAから競走馬3頭を招待して「日韓交流競走 インタラクションカップ競走」（距離1200m）が行われ、KRA所属のワッツヴィレッジ（ソ・スンウン騎乗）が優勝した。

##### 大井競馬場新スタンド建設へ
大井競馬場を所有する東京都競馬は現在の2号・3号スタンドを取り壊し、新スタンドを建設することを決定、東京シティ競馬を主催する特別区競馬組合が8月15日に公式サイト上で発表した。新スタンドは3階建て、面積約5000平方メートルで、約30億円の概算工費を見積もっており、2016年10月に完成の予定。詳細は今後、特別区競馬組合と東京都競馬の協議により決定する。

##### 浦和と大井でリレー開催
特別区競馬組合は、12月26日に大井競馬（ナイター）の開催を追加。26日は浦和競馬も開催され、南関東での2場同日開催は2001年以来12年ぶりとなったほか、初めて南関東地区の競馬場同士で昼間と夜間のリレー開催が行われた。

#### 愛知県競馬組合（名古屋競馬）・岐阜県地方競馬組合（笠松競馬）・石川県、金沢市（金沢競馬）
競馬場別の開催実績は以下の通り。
名古屋競馬場
27回・112日開催（前年度比：10日減）
売得金総額は171億5907万3300円（前年度比：113.7%）で前年を上回ったが、総入場人員は16万7966人（前年度比：87.4%）で前年割れ。
重賞は3歳牝馬限定の「若草賞」をSPI（地方全国交流）に格上げするなど、21競走を実施。
笠松競馬場
20回・90日開催（前年度比：4日減）
売得金総額は113億977万3500円（前年度比：106.5%）で前年を上回ったが、総入場人員は9万5731人（前年度比：88.0%）で前年割れ。
重賞は13競走を実施。「秋風ジュニア」と「ジュニアクラウン」は、JRA認定競走として施行（格付なし）。
金沢競馬場
21回・77日開催（前年度比：増減なし）
売得金総額は129億7826万9000円（前年度比：140.3%）、総入場人員は23万8862人（前年度比：113.7%）でともに前年を上回った。
第13回ジャパンブリーディングファームズカップを、11月4日に施行。本年度よりJBCレディスクラシックがJpnIに新規格付けされ、日本の競馬では初めて同日に3つのJpnI競走を施行した。
本年も名古屋・笠松に金沢を加えた3場で、日程調整や相互場外発売などの連携を行った。
HITスタリオンシリーズは本年度も継続され、各競馬場ごとに6競走ずつ施行。

##### 脱走馬と車が衝突
10月28日午前3時ごろ、笠松競馬場での調教中に所属馬コスモビジョン（牝2歳）が突然暴れて逃げ出し、近くの町道で軽自動車と衝突。軽自動車ははずみで対向車にも衝突し、軽自動車を運転していた男性が搬送先の病院で死亡、馬も死亡した。笠松競馬場では競走馬の脱走事案が2013年だけでも本件以外に3件発生しており、2月にも脱走馬と車が衝突する事故を起こしていた。
事故を受け、岐阜県地方競馬組合（以下「組合」と表記）は「事故原因の徹底的な究明や抜本的な対策が検討されないままで開催はできない」として、11月5日から8日にかけて予定していた第13回開催を自粛。組合・馬主・厩舎関係者で構成する「笠松競馬事故発生防止対策協議会」のほか、組合と関係自治体（岐阜県・笠松町・岐南町）で別途立ち上げる事故対策委員会が抜本的な対策を策定し、農林水産省へ提出するとしている。その後、11月15日に騎手や調教師など関係者約170人が参加して訓練を行い、警備員の増員など再発防止策を強化したうえで、第14回開催から笠松競馬を再開した。

##### 名古屋競馬の存廃問題
約40億円の累積赤字を抱えている名古屋競馬について、経営改革抜本策を検討している有識者委員会は7月26日、「2013年度以降に実質収支が赤字となった場合は事業廃止を求める」とする最終報告書をまとめ、愛知県競馬組合管理者の大村秀章愛知県知事に提出した。その後、大村管理者は12月16日に、インターネットでの馬券発売が好調なことなどの要因で、2013年度の収支が約2億7800万円の黒字になる見込みとなったことを理由として、名古屋競馬を2014年度も存続すると発表した。

#### 兵庫県競馬組合（園田・姫路競馬）
本年度は姫路競馬場での開催がなく、全日程が園田競馬場で開催された。競馬場別の開催実績は以下の通り。
- 園田競馬場：29回・163日（前年度比：28日増）
- 姫路競馬場：開催なし（前年度比：28日減）

売得金総額は340億1449万3700円（前年度比：133.1%）、総入場人員は48万5832人（前年度比：109.4%）でともに前年を上回った。
HITスタリオンシリーズは本年度も継続され、6競走を施行。

#### 福山市（福山競馬）
3月24日の開催をもって競馬事業を廃止。これにより、2004年の北関東（高崎競馬場の廃止による）に次いで中国地方からも地方競馬が消滅した。なお、各場外発売所は3月28日の場外発売をもってすべて閉鎖されたが、福山駅前とシャトル柳津の2か所が兵庫県競馬組合（園田・姫路）の場外発売施設として移管され、6月より業務を再開した。
また廃止に先立ち、例年5月ごろに行われていた3歳馬による重賞「福山ダービー」は3月17日に前倒して施行した。
廃止に伴い、所属騎手は松井伸也が北海道へ、楢崎功祐・三村展久が大井へ、佐原秀泰が川崎へ、山田祥雄が名古屋へ、池田敏樹が笠松へ、嬉勝則・片桐正雪・下村瑠衣が高知へ、渡辺博文が佐賀へそれぞれ移籍。また周藤直樹と藤本三郎の2名が競馬関係の仕事に転職、騎手会長の黒川知弘と岡崎準・野田誠の3名は引退した。
なお、所属調教師は鋤田誠二が金沢へ、那俄性哲也と胡本友晴が高知へ、柳井宏之が佐賀へそれぞれ移籍したほかはすべて廃業となった。

#### 高知県競馬組合（高知競馬）
19回・101日開催（前年度比：5日増）。
売得金総額は118億37万2400円（前年度比：142.6%）、総入場人員は6万5224人（前年度比：116.9%）でともに前年を上回った。
12月31日と2014年1月1日の薄暮開催を除き、全日程ナイター開催。

#### 佐賀県競馬組合（佐賀競馬）
21回・101日開催（前年度比：増減なし）。
売得金総額は131億9723万4900円（前年度比：125.6%）で前年を上回ったが、総入場人員は31万8616人（前年度比：97.9%）で前年割れ。
ダートグレード競走を含む重賞競走は、58競走を施行。4月13日より「宵もよかよか さがけいば」と銘打った薄暮開催を実施。

## できごと

### 1月
- 6日 - 京都競馬第5競走から第8競走にかけ、栄進堂所有の馬がJRA史上初となる同一馬主4連勝を記録。また第11競走（シンザン記念）でも勝利したため、サンデーレーシングと並び最多タイとなる同一競馬場での1日5勝も記録[84]。
- 8日 - 2012年度のJRA賞が発表され、年度代表馬及び最優秀3歳牝馬にジェンティルドンナを選出。
- 9日 - トランセンド（牡7歳）が競走馬登録を抹消し引退。今後は種牡馬に[85]。
- 12日 - 中山競馬第5競走で、北村宏司（美浦）がJRA史上26人目（現役騎手18人目）となる通算1万回騎乗を達成[86]。
- 14日 - 関東・甲信越地方を中心にした降雪の影響で、第1回中山競馬5日目の第5競走以降を中止。代替競馬は21日に開催[87]。
- 15日 - NARグランプリ2012が発表され、年度代表馬にラブミーチャン（笠松）を選出。
- 19日 - 京都競馬第8競走（牛若丸ジャンプステークス）で、北沢伸也（栗東）、金子光希（美浦）の2名が落馬負傷（骨折）したため、翌20日にそれぞれ騎乗予定だった障害戦（北沢は京都第4競走、金子は中山第4競走）での騎乗馬が変更騎手不在のため出走取消に。これは1982年1月の中山競馬第7競走以来31年ぶり[88]。
- 20日 - 調教師の佐藤全弘（美浦）が勇退[89]。
- 22日 - カレンチャン（JRA）が競走馬登録を抹消し引退。今後は繁殖入り[90]。
- 31日 - 騎手の安藤勝己（栗東）が騎手免許を返上し引退。今後は競馬評論家に転身[91][92]。

### 2月
- 3日 - 京都競馬第6競走で、藤田伸二（栗東）がJRA史上9人目（現役騎手7人目）となる通算1万4000回騎乗を達成[93]。
- 7日 - 戸崎圭太（大井）と岡田祥嗣（福山）が、JRAの騎手免許試験に合格[94][95]。戸崎は3度目の受験、岡田は9度目の受験で合格となった[96]。
- 12日 - JBC実行委員会が開かれ、2014年のジャパンブリーディングファームズカップ（JBC）を盛岡競馬場で開催すると発表[97]。
- 15日 - 2014年1月から、中山競馬場のスタンド等整備工事を実施すると発表。第1期工事は同年11月まで実施。
- 20日 - 2月17日の第30回フェブラリーステークスを制したグレープブランデー（牡5歳）が、右前脚指骨の剥離骨折を発症していたことが明らかに。全治には3ヵ月以上を要する見込み[98]。
- 23日 
  - 小倉競馬第2競走でテングジョウ（牝8歳）が1着に入線したが、これは2008年1月26日の中山競馬第3競走以来5年28日ぶりの勝利で、牝馬史上最長勝利間隔記録（JRA全体では史上3番目）を更新[99]。
  - 小倉競馬第9競走で、勝浦正樹（美浦）がJRA史上27人目（現役騎手19人目）となる通算1万回騎乗を達成[100]。
- 28日 - 調教師の庄子連兵（大井）が「後進に道を譲る」として引退[101]。

### 3月
- 6日 - 東京スプリング盃（大井）でフジノウェーブが優勝し、同一重賞4連覇を達成。南関東では史上初[102]。
- 9日 - 阪神競馬第1競走から第4競走にかけ、浜中俊（栗東）が4連勝。第1競走からの4連勝は1979年の福永洋一以来34年ぶり[103]。
- 24日 - 福山競馬がこの日の開催をもって廃止。最終日は10273人が来場し、最後の賑わいを見せた[104]。

### 4月
- 11日 - コスモヘレノス（JRA）が競走馬登録を抹消し引退。今後は乗馬に[105]。
- 22日 - JRAの平成25年度顕彰馬選定記者投票の結果が発表され、2年連続で「選定馬なし」となった[106][107]。
- 24日 - ホッカイドウ競馬の新人騎手井上幹太が、デビュー日にいきなり3勝を挙げた。1974年以降にデビューした地方競馬の新人騎手としては初の記録[108]。
- 27日 - 東京競馬第3競走で、1着に12番人気、2着に9番人気、3着に10番人気がそれぞれ入線。三連勝複式の払戻金が東京競馬史上最高となる172万9800円を記録。また三連勝単式も同競馬史上2位となる1162万6950円を記録した[109]。
- 28日 - 第147回天皇賞（春）でフェノーメノ（牡4歳）が勝ち、所有するサンデーレーシングは馬主として史上初となる八大競走完全制覇を達成[110]。

### 5月
- 5日 - 第18回NHKマイルカップで柴田大知（美浦）がマイネルホウオウ（牡3歳）に騎乗して勝利し、平地と障害の両方でGI勝利を達成した。これは熊沢重文に次いで史上2人目の記録[111]。
- 8日 - 門別競馬第6競走で1着に4番人気、2着に8番人気、3着に9番人気が入線。3連単の払戻金は559万6920円で、ホッカイドウ競馬史上1位の記録となった[112]。
- 11日 - 東京競馬第7競走で、蛯名正義（美浦）がJRA史上5人目（現役騎手4人目）となる通算1万7000回騎乗を達成[113]。
- 20日 - 川崎競馬第8競走で折笠豊和（浦和）が1着となり、2005年10月21日以来約8年ぶりに勝利を記録[114]。
- 23日 - 門別競馬第5競走で、枠入り中に1頭の馬が立ち上がり騎手が落馬したと同時にスタートが切られた。カンパイ（発走やり直し）の合図が出されたものの、各騎手は気付かずそのまま完走したためレース不成立（競走取り止め）とされ、当該レースの投票券は全額返還となった[115]。
- 25日 - 京都競馬第9競走で、幸英明（栗東）がJRA史上10人目（現役騎手8人目）となる通算1万4000回騎乗を史上最速で達成[116]。
- 29日 - ジョワドヴィーヴルが栗東トレーニングセンターでの調教中に左後肢下腿骨粉砕骨折を発症。予後不良として安楽死処分[117]。
- 30日 - フィフスペトルが美浦トレーニングセンターでの調教中に左第一趾骨粉砕骨折、左第三中足骨複骨折を発症。予後不良として安楽死処分[118]。

### 6月
- 1日 - 帯広競馬第6競走にコトブキライアンが出走し、デビューからの通算出走数がばんえい最多記録となる375回となった[119]。平地を含めた地方競馬全体でも、記録が整備された1973年以降では最多となる。
- 2日 - 阪神競馬第1競走で、2着に14番人気、3着に11番人気が入線。両馬の拡大二連勝複式馬券（ワイド）の配当が阪神競馬史上最高（JRA全体では4位）となる10万5110円を記録[120]。
- 28日 - 大井競馬第4競走で競走除外となった競走馬の診断書に、主催者が誤って第2競走に出走予定だった馬の名前を記載。誤りに気づいたときはすでに公式発表済で、取り下げもできず競走除外せざるを得なくなった[121]。

### 7月
- 3日 - 栗東トレーニングセンター内の調整ルーム入室の際にツイッターを使って外部と交信したとして、原田敬伍（栗東）に対し30日間の騎乗停止処分[122]。
- 30日 - 元JRA調教師の池江泰郎が、JRAの馬主登録を認可されたことが明らかに。元調教師からの馬主登録は浅見国一（2012年5月逝去）以来で、中央競馬では2人目[123]。

### 8月
- 9日 - 園田競馬の第7競走から第11競走において、第7競走から順に7番人気→4番人気→4番人気→2番人気→2番人気の馬がそれぞれ勝利し、オッズパークLOTO（セレクト5重勝単勝式）の払戻金が兵庫県競馬史上最高額となる1469万6060円を記録（的中は2票）[124]。

### 9月
- 3日 - 川崎競馬第8競走の出走投票審査に誤認があり、出走資格がない馬を含めて枠順を確定。競走前に誤認が判明したため、当該馬は競走除外となった[125]。
- 7日 - 8月30日にJRA顕彰馬のトウカイテイオーが死亡したため、判明直後の競馬開催であるこの日、中山競馬第11競走の紫苑ステークス(秋華賞トライアル)[126]、阪神第11競走の西宮ステークス[127]、「トウカイテイオー追悼競走」と副題を付して、追悼競走が実施された。[128]
- 14日 - 阪神競馬第10競走（瀬戸内海特別）で、熊沢重文（栗東）がJRA史上11人目（現役騎手9人目）となる通算1万4000回騎乗を達成[129]。
- 16日 - 台風18号の影響により、中央競馬の開催が全て中止。中央競馬の全開催中止は2011年3月12日・13日以来[注 3]。代替競馬は9月17日に施行[130]され、火曜日の中央競馬開催は2001年1月30日以来となった[131]。
- 17日 - 地方競馬全国協会が オーストラリアの太田陽子に短期騎手免許を交付、期間中は岩手に所属。日本人の女性騎手としては初となった[132]。
- 20日 - 調教師の田島良保（栗東）が体調不良を理由に勇退[133]。
- 30日 - 増沢由貴子（美浦）が引退し、調教助手に転向[134]。これにより、JRA所属の女性騎手はゼロになった。

### 10月
- 5日 - 新潟競馬第9競走に614kgで出走したショーグンが1着となり、JRA最高馬体重勝利記録を更新。従来の記録は2010年8月29日の小倉競馬第10競走で勝利したクリーンの612kg[135]。
- 6日 - 東京競馬第11競走（毎日王冠）で、騎手の福永祐一（栗東）が史上7人目（現役騎手4人目）となるJRA重賞通算100勝を達成[136]。
- 12日 - 京都競馬第7競走で川田将雅（栗東）、第11競走で浜中俊（栗東）、第12競走で岩田康誠（栗東）がそれぞれJRA年間100勝を達成。同日に3人の騎手が同一競馬場で年間100勝を達成したのはJRA史上初[137]。
- 13日 - 京都競馬第11競走（秋華賞）で、武豊（栗東）が岡部幸雄に次いで史上2人目となるJRA通算1万8000回騎乗を達成[138]。
- 16日 - 台風26号の影響により、JRA美浦トレーニングセンターの地下馬道が豪雨で冠水したほか、ダートコースを除く各調教用コースが一時閉鎖された[139]。地方競馬は門別競馬が開催を中止[140]。大井競馬は予定通り開催したが、厩舎地区が冠水したため輸送が不可能として、一部の遠征馬が競走除外となった[141]。
- 21日 - 南関東地方競馬連絡調整会議が、2014年1月1日より格付基準と競馬番組を一部変更すると発表。
- 22日 - ダークシャドウが、JRA美浦トレーニングセンターでの調教中にコース外の側溝へ転落[142]。ケガは軽かったが、出走予定だった天皇賞（秋）（GI）は回避[143]。
- 30日
  - ロジユニヴァース（JRA）が競走馬登録を抹消し引退。今後は種牡馬に[144]。
  - タッチミーノット（JRA）が競走馬登録を抹消し引退。今後は乗馬に[145]。
  - ラブミーチャン（笠松）が笠松競馬場での調教後に、右前球節内側種子骨骨折を発症し引退[146]。2014年3月6日に繁殖入り[147]。
- 31日 - 調教師の石田貞雄（大井）が勇退[148]。

### 11月
- 2日 - 東京競馬第11競走で、柴田善臣（美浦）が史上3人目、現役では武豊に次いで2人目となるJRA通算1万8000回騎乗を達成[149]。→10月13日の出来事参照
- 6日 - ハタノヴァンクール（JRA）が4日に行われたJBCクラシックのレース後に左前脚の屈腱炎を発症したことが判明し引退。今後は種牡馬となる予定[150]。
- 10日 - 佐賀県競馬組合は「宮崎田野場外発売所（宮崎市）」での場外発売をこの日で終了[151]。その後、12月15日で廃止。
- 14日 - 今年度のホッカイドウ競馬が全日程を終了。リーディングジョッキーは97勝の桑村真明、リーディングトレーナーは100勝の原孝明がそれぞれ獲得。
- 17日
  - 京都競馬第11競走（マイルチャンピオンシップ）で、武豊が前人未踏のGI競走100勝（地方及び日本国外を含む）を達成[152]。
  - 現役最高齢（15歳）競走馬だったビーファイター（金沢）がこの日をもって引退。今後は北海道内の牧場で余生を過ごす[153]。
- 23日・24日 - 地方からJRAに移籍後、38週連続勝利を記録していた戸崎圭太（美浦）が23日・24日ともに未勝利に終わり、連続週勝利記録がストップした[154]。
- 24日 - 帯広競馬第10競走（ドリームエイジカップ）で1着に7番人気、2着に5番人気、3着に8番人気が入着し、3連勝単式の払戻金がばんえい競馬の重賞史上最高、全体でも史上2位となる163万6860円を記録[155]。
- 30日
  - 中山競馬第8競走（イルミネーションジャンプステークス）に出走していたマジェスティバイオが障害飛越時に転倒、右前浅屈腱断裂を発症し予後不良に[156]。
  - 阪神競馬第1競走で、和田竜二（栗東）が史上20人目（現役騎手14人目）となるJRA通算1万2000回騎乗を達成[157]。

### 12月
- 1日 - 阪神競馬第7競走で、福永祐一（栗東）がJRA史上13人目（現役騎手10人目）となる通算1万3000回騎乗を史上最速で達成[158]。
- 4日 - マイネルキッツ（JRA）が競走馬登録を抹消し引退。今後は根岸競馬記念公苑で乗馬に[159]。
- 6日 - エスポワールシチー（JRA）が競走馬登録を抹消し引退。今後は種牡馬に[159]。
- 9日 - 騎手の木佐貫泰佑（船橋）がこの日をもって引退。本年5月にデビューしたばかりだった[160]。
- 12日 - JRA所属調教師の飯田明弘が、体調不良を理由として2014年2月で勇退すると発表[161]。
- 13日 - 騎手の三村展久（大井）が引退[75]。
- 18日 - サマーウインドがJRAの競走馬登録を抹消。今後はホッカイドウ競馬へ移籍の予定[162]。
- 21日 - 中山競馬に出走予定の競走馬を美浦トレーニングセンターから輸送していた馬運車が、高速道路で発生した事故や渋滞に巻き込まれ到着が大幅に遅れたため、JRAは急遽中山競馬の発走時刻を最大1時間遅らせる措置を取った[163][164]。
- 23日 - 今年度の中央競馬が全日程を終了。リーディングジョッキーは131勝の福永祐一（栗東）、リーディングトレーナーは56勝の角居勝彦（栗東）がそれぞれ獲得[165]。
- 24日 - JRAは、ウインズ高崎が2014年6月1日に、ウインズ新橋が同年12月28日にそれぞれ営業を終了すると発表[166]。
- 26日 - 騎手の尾崎章生（名古屋）が一身上の都合により引退[167]。
- 29日 - 大井競馬場で行われた「第59回東京大賞典」の1競走での売上げが26億824万5900円、また大井競馬1日の総売上げも47億873万500円を記録し、いずれも地方競馬レコードを更新した[168]。
- 31日 - 南関東の2013年リーディングが確定。騎手部門は253勝を挙げた御神本訓史（大井）が初の栄冠。調教師部門は113勝の小久保智（浦和）が2年連続2度目のリーディングトレーナーとなった[169]。

## 競走成績

### 中央競馬（GI）
| 競走名                                 | 競走名                                 | 競走名                                 | 優勝馬             | 性齢 | 騎手                           | 調教師                         | 所属                     |
| 月日                                   | 競馬場                                 | コース・距離                           | 優勝馬             | 性齢 | 馬主                           | 馬主                           | タイム                   |
| -------------------------------------- | -------------------------------------- | -------------------------------------- | ------------------ | ---- | ------------------------------ | ------------------------------ | ------------------------ |
| 第30回フェブラリーステークス           | 第30回フェブラリーステークス           | 第30回フェブラリーステークス           | グレープブランデー | 牡5  | 浜中俊                         | 安田隆行                       | JRA栗東                  |
| 2月17日                                | 東京競馬場                             | ダート1600m                            | グレープブランデー | 牡5  | （有）社台レースホース         | （有）社台レースホース         | 1:35.1                   |
| 第43回高松宮記念                       | 第43回高松宮記念                       | 第43回高松宮記念                       | ロードカナロア     | 牡5  | 岩田康誠                       | 安田隆行                       | JRA栗東                  |
| 3月24日                                | 中京競馬場                             | 芝1200m                                | ロードカナロア     | 牡5  | （株）ロードホースクラブ       | （株）ロードホースクラブ       | 1:08.1（コースレコード） |
| 第73回桜花賞                           | 第73回桜花賞                           | 第73回桜花賞                           | アユサン           | 牝3  | クリスチャン・デムーロ         | 手塚貴久                       | JRA美浦                  |
| 4月7日                                 | 阪神競馬場                             | 芝1600m                                | アユサン           | 牝3  | 星野壽市                       | 星野壽市                       | 1:35.0                   |
| 第73回皐月賞                           | 第73回皐月賞                           | 第73回皐月賞                           | ロゴタイプ         | 牡3  | ミルコ・デムーロ               | 田中剛                         | JRA美浦                  |
| 4月14日                                | 中山競馬場                             | 芝2000m                                | ロゴタイプ         | 牡3  | 吉田照哉                       | 吉田照哉                       | 1:58.0（コースレコード） |
| 第147回天皇賞・春                      | 第147回天皇賞・春                      | 第147回天皇賞・春                      | フェノーメノ       | 牡4  | 蛯名正義                       | 戸田博文                       | JRA美浦                  |
| 4月28日                                | 京都競馬場                             | 芝3200m                                | フェノーメノ       | 牡4  | （有）サンデーレーシング       | （有）サンデーレーシング       | 3:14.2                   |
| 第18回NHKマイルカップ                  | 第18回NHKマイルカップ                  | 第18回NHKマイルカップ                  | マイネルホウオウ   | 牡3  | 柴田大知                       | 畠山吉宏                       | JRA美浦                  |
| 5月5日                                 | 東京競馬場                             | 芝1600m                                | マイネルホウオウ   | 牡3  | サラブレッドクラブ・ラフィアン | サラブレッドクラブ・ラフィアン | 1:32.7                   |
| 第8回ヴィクトリアマイル                | 第8回ヴィクトリアマイル                | 第8回ヴィクトリアマイル                | ヴィルシーナ       | 牝4  | 内田博幸                       | 友道康夫                       | JRA栗東                  |
| 5月12日                                | 東京競馬場                             | 芝1600m                                | ヴィルシーナ       | 牝4  | 佐々木主浩                     | 佐々木主浩                     | 1:32.4                   |
| 第74回優駿牝馬（オークス）             | 第74回優駿牝馬（オークス）             | 第74回優駿牝馬（オークス）             | メイショウマンボ   | 牝3  | 武幸四郎                       | 飯田明弘                       | JRA栗東                  |
| 5月19日                                | 東京競馬場                             | 芝2400m                                | メイショウマンボ   | 牝3  | 松本好雄                       | 松本好雄                       | 2:25.2                   |
| 第80回東京優駿（日本ダービー）         | 第80回東京優駿（日本ダービー）         | 第80回東京優駿（日本ダービー）         | キズナ             | 牡3  | 武豊                           | 佐々木晶三                     | JRA栗東                  |
| 5月26日                                | 東京競馬場                             | 芝2400m                                | キズナ             | 牡3  | 前田晋二                       | 前田晋二                       | 2:24.3                   |
| 第63回安田記念                         | 第63回安田記念                         | 第63回安田記念                         | ロードカナロア     | 牡5  | 岩田康誠                       | 安田隆行                       | JRA栗東                  |
| 6月2日                                 | 東京競馬場                             | 芝1600m                                | ロードカナロア     | 牡5  | （株）ロードホースクラブ       | （株）ロードホースクラブ       | 1:31.5                   |
| 第54回宝塚記念                         | 第54回宝塚記念                         | 第54回宝塚記念                         | ゴールドシップ     | 牡4  | 内田博幸                       | 須貝尚介                       | JRA栗東                  |
| 6月23日                                | 阪神競馬場                             | 芝2200m                                | ゴールドシップ     | 牡4  | 小林英一                       | 小林英一                       | 2:13.2                   |
| 第47回スプリンターズステークス         | 第47回スプリンターズステークス         | 第47回スプリンターズステークス         | ロードカナロア     | 牡5  | 岩田康誠                       | 安田隆行                       | JRA栗東                  |
| 9月29日                                | 中山競馬場                             | 芝1200m                                | ロードカナロア     | 牡5  | （株）ロードホースクラブ       | （株）ロードホースクラブ       | 1:07.2                   |
| 第18回秋華賞                           | 第18回秋華賞                           | 第18回秋華賞                           | メイショウマンボ   | 牝3  | 武幸四郎                       | 飯田明弘                       | JRA栗東                  |
| 10月13日                               | 京都競馬場                             | 芝2000m                                | メイショウマンボ   | 牝3  | 松本好雄                       | 松本好雄                       | 1:58.6                   |
| 第74回菊花賞                           | 第74回菊花賞                           | 第74回菊花賞                           | エピファネイア     | 牡3  | 福永祐一                       | 角居勝彦                       | JRA栗東                  |
| 10月20日                               | 京都競馬場                             | 芝3000m                                | エピファネイア     | 牡3  | （有）キャロットファーム       | （有）キャロットファーム       | 3:05.2                   |
| 第148回天皇賞・秋                      | 第148回天皇賞・秋                      | 第148回天皇賞・秋                      | ジャスタウェイ     | 牡4  | 福永祐一                       | 須貝尚介                       | JRA栗東                  |
| 10月27日                               | 東京競馬場                             | 芝2000m                                | ジャスタウェイ     | 牡4  | 大和屋暁                       | 大和屋暁                       | 1:57.5                   |
| 第38回エリザベス女王杯                 | 第38回エリザベス女王杯                 | 第38回エリザベス女王杯                 | メイショウマンボ   | 牝3  | 武幸四郎                       | 飯田明弘                       | JRA栗東                  |
| 11月10日                               | 京都競馬場                             | 芝2200m                                | メイショウマンボ   | 牝3  | 松本好雄                       | 松本好雄                       | 2:16.6                   |
| 第30回マイルチャンピオンシップ         | 第30回マイルチャンピオンシップ         | 第30回マイルチャンピオンシップ         | トーセンラー       | 牡5  | 武豊                           | 藤原英昭                       | JRA栗東                  |
| 11月17日                               | 京都競馬場                             | 芝1600m                                | トーセンラー       | 牡5  | 島川隆哉                       | 島川隆哉                       | 1:32.4                   |
| 第33回ジャパンカップ                   | 第33回ジャパンカップ                   | 第33回ジャパンカップ                   | ジェンティルドンナ | 牝4  | ライアン・ムーア               | 石坂正                         | JRA栗東                  |
| 11月24日                               | 東京競馬場                             | 芝2400m                                | ジェンティルドンナ | 牝4  | （有）サンデーレーシング       | （有）サンデーレーシング       | 2:26.1                   |
| 第14回ジャパンカップダート             | 第14回ジャパンカップダート             | 第14回ジャパンカップダート             | ベルシャザール     | 牡5  | クリストフ・ルメール           | 松田国英                       | JRA栗東                  |
| 12月1日                                | 阪神競馬場                             | ダート1800m                            | ベルシャザール     | 牡5  | （有）社台レースホース         | （有）社台レースホース         | 1:50.4                   |
| 第65回阪神ジュベナイルフィリーズ       | 第65回阪神ジュベナイルフィリーズ       | 第65回阪神ジュベナイルフィリーズ       | レッドリヴェール   | 牝2  | 戸崎圭太                       | 須貝尚介                       | JRA栗東                  |
| 12月8日                                | 阪神競馬場                             | 芝1600m                                | レッドリヴェール   | 牝2  | （株）東京ホースレーシング     | （株）東京ホースレーシング     | 1:33.9                   |
| 第65回朝日杯フューチュリティステークス | 第65回朝日杯フューチュリティステークス | 第65回朝日杯フューチュリティステークス | アジアエクスプレス | 牡2  | ライアン・ムーア               | 手塚貴久                       | JRA美浦                  |
| 12月15日                               | 中山競馬場                             | 芝1600m                                | アジアエクスプレス | 牡2  | 馬場幸夫                       | 馬場幸夫                       | 1:34.7                   |
| 第58回有馬記念                         | 第58回有馬記念                         | 第58回有馬記念                         | オルフェーヴル     | 牡5  | 池添謙一                       | 池江泰寿                       | JRA栗東                  |
| 12月22日                               | 中山競馬場                             | 芝2500m                                | オルフェーヴル     | 牡5  | （有）サンデーレーシング       | （有）サンデーレーシング       | 2:32.3                   |

### 中央競馬・障害（J・GI）
| 競走名                     | 競走名                     | 競走名                     | 優勝馬                   | 性齢  | 騎手                     | 調教師                   | 所属         |
| 月日                       | 競馬場                     | コース・距離               | 優勝馬                   | 性齢  | 馬主                     | 馬主                     | タイム       |
| -------------------------- | -------------------------- | -------------------------- | ------------------------ | ----- | ------------------------ | ------------------------ | ------------ |
| 第15回中山グランドジャンプ | 第15回中山グランドジャンプ | 第15回中山グランドジャンプ | ブラックステアマウンテン | せん8 | ルビー・ウォルシュ       | ウィリアム・マリンズ     | アイルランド |
| 4月13日                    | 中山競馬場                 | 障害芝4250m                | ブラックステアマウンテン | せん8 | スザンナ・リッチー       | スザンナ・リッチー       | 4:50.5       |
| 第136回中山大障害          | 第136回中山大障害          | 第136回中山大障害          | アポロマーベリック       | 牡4   | 五十嵐雄祐               | 堀井雅広                 | JRA美浦      |
| 12月21日                   | 中山競馬場                 | 障害芝4100m                | アポロマーベリック       | 牡4   | アポロサラブレッドクラブ | アポロサラブレッドクラブ | 4:45.8       |

### 地方競馬・ダートグレード競走（GI・JpnI）
| 競走名                               | 競走名                               | 競走名                               | 優勝馬             | 性齢 | 騎手                       | 調教師                     | 所属    |
| 月日                                 | 競馬場                               | 距離                                 | 優勝馬             | 性齢 | 馬主                       | 馬主                       | タイム  |
| ------------------------------------ | ------------------------------------ | ------------------------------------ | ------------------ | ---- | -------------------------- | -------------------------- | ------- |
| 第62回川崎記念                       | 第62回川崎記念                       | 第62回川崎記念                       | ハタノヴァンクール | 牡4  | 四位洋文                   | 昆貢                       | JRA栗東 |
| 1月30日                              | 川崎競馬場                           | 2100m                                | ハタノヴァンクール | 牡4  | （有）グッドラックファーム | （有）グッドラックファーム | 2:15.4  |
| 第25回かしわ記念                     | 第25回かしわ記念                     | 第25回かしわ記念                     | ホッコータルマエ   | 牡4  | 幸英明                     | 西浦勝一                   | JRA栗東 |
| 5月6日                               | 船橋競馬場                           | 1600m                                | ホッコータルマエ   | 牡4  | 矢部幸一                   | 矢部幸一                   | 1:37.8  |
| 第36回帝王賞                         | 第36回帝王賞                         | 第36回帝王賞                         | ホッコータルマエ   | 牡4  | 幸英明                     | 西浦勝一                   | JRA栗東 |
| 6月26日                              | 大井競馬場                           | 2000m                                | ホッコータルマエ   | 牡4  | 矢部幸一                   | 矢部幸一                   | 2:03.0  |
| 第15回ジャパンダートダービー         | 第15回ジャパンダートダービー         | 第15回ジャパンダートダービー         | クリソライト       | 牡3  | 内田博幸                   | 音無秀孝                   | JRA栗東 |
| 7月10日                              | 大井競馬場                           | 2000m                                | クリソライト       | 牡3  | （有）キャロットファーム   | （有）キャロットファーム   | 2:04.8  |
| 第26回マイルチャンピオンシップ南部杯 | 第26回マイルチャンピオンシップ南部杯 | 第26回マイルチャンピオンシップ南部杯 | エスポワールシチー | 牡8  | 後藤浩輝                   | 安達昭夫                   | JRA栗東 |
| 10月14日                             | 盛岡競馬場                           | 1600m                                | エスポワールシチー | 牡8  | （株）友駿ホースクラブ     | （株）友駿ホースクラブ     | 1:35.1  |
| 第3回JBCレディスクラシック           | 第3回JBCレディスクラシック           | 第3回JBCレディスクラシック           | メーデイア         | 牝5  | 浜中俊                     | 笹田和秀                   | JRA栗東 |
| 11月4日                              | 金沢競馬場                           | 1500m                                | メーデイア         | 牝5  | （有）社台レースホース     | （有）社台レースホース     | 1:33.3  |
| 第13回JBCスプリント                  | 第13回JBCスプリント                  | 第13回JBCスプリント                  | エスポワールシチー | 牡8  | 後藤浩輝                   | 安達昭夫                   | JRA栗東 |
| 11月4日                              | 金沢競馬場                           | 1400m                                | エスポワールシチー | 牡8  | （株）友駿ホースクラブ     | （株）友駿ホースクラブ     | 1:27.1  |
| 第13回JBCクラシック                  | 第13回JBCクラシック                  | 第13回JBCクラシック                  | ホッコータルマエ   | 牡4  | 幸英明                     | 西浦勝一                   | JRA栗東 |
| 11月4日                              | 金沢競馬場                           | 2100m                                | ホッコータルマエ   | 牡4  | 矢部幸一                   | 矢部幸一                   | 2:12.6  |
| 第64回全日本2歳優駿                  | 第64回全日本2歳優駿                  | 第64回全日本2歳優駿                  | ハッピースプリント | 牡2  | 宮崎光行                   | 田中淳司                   | 北海道  |
| 12月18日                             | 川崎競馬場                           | 1600m                                | ハッピースプリント | 牡2  | （有）辻牧場               | （有）辻牧場               | 1:40.4  |
| 第59回東京大賞典                     | 第59回東京大賞典                     | 第59回東京大賞典                     | ホッコータルマエ   | 牡4  | 幸英明                     | 西浦勝一                   | JRA栗東 |
| 12月29日                             | 大井競馬場                           | 2000m                                | ホッコータルマエ   | 牡4  | 矢部幸一                   | 矢部幸一                   | 2:06.6  |

### ばんえい競馬（BG1）
| 競走名                   | 競走名                   | 競走名                   | 優勝馬           | 性齢 | 騎手                   | 調教師                 | タイム ばんえい重量 |
| 月日                     | 競馬場                   | 距離                     | 優勝馬           | 性齢 | 馬主                   | 馬主                   | タイム ばんえい重量 |
| ------------------------ | ------------------------ | ------------------------ | ---------------- | ---- | ---------------------- | ---------------------- | ------------------- |
| 第35回帯広記念           | 第35回帯広記念           | 第35回帯広記念           | カネサブラック   | 牡11 | 松田道明               | 松井浩文               | 2:34.9 920kg        |
| 1月2日                   | 帯広競馬場               | 200m                     | カネサブラック   | 牡11 | （有）トーヨーファーム | （有）トーヨーファーム | 2:34.9 920kg        |
| 第6回天馬賞              | 第6回天馬賞              | 第6回天馬賞              | オイドン         | 牡5  | 鈴木恵介               | 鈴木邦哉               | 1:36.8 760kg        |
| 1月3日                   | 帯広競馬場               | 200m                     | オイドン         | 牡5  | 佐々木啓文             | 佐々木啓文             | 1:36.8 760kg        |
| 第44回イレネー記念       | 第44回イレネー記念       | 第44回イレネー記念       | ショウチシマシタ | 牡3  | 大河原和雄             | 久田守                 | 1:17.9 670kg        |
| 3月10日                  | 帯広競馬場               | 200m                     | ショウチシマシタ | 牡3  | 細野俊秀               | 細野俊秀               | 1:17.9 670kg        |
| 第45回ばんえい記念       | 第45回ばんえい記念       | 第45回ばんえい記念       | カネサブラック   | 牡11 | 松田道明               | 松井浩文               | 3:43.1 1000kg       |
| 3月24日                  | 帯広競馬場               | 200m                     | カネサブラック   | 牡11 | （有）トーヨーファーム | （有）トーヨーファーム | 3:43.1 1000kg       |
| 第25回ばんえいグランプリ | 第25回ばんえいグランプリ | 第25回ばんえいグランプリ | ホクショウダイヤ | 牡10 | 松田道明               | 松井浩文               | 2:35.1 810kg        |
| 8月11日                  | 帯広競馬場               | 200m                     | ホクショウダイヤ | 牡10 | 井内昭夫               | 井内昭夫               | 2:35.1 810kg        |
| 第38回ばんえいオークス   | 第38回ばんえいオークス   | 第38回ばんえいオークス   | ナナノチカラ     | 牝3  | 鈴木恵介               | 小北栄一               | 1:26.8 660kg        |
| 12月1日                  | 帯広競馬場               | 200m                     | ナナノチカラ     | 牝3  | 赤麿秀人               | 赤麿秀人               | 1:26.8 660kg        |
| 第42回ばんえいダービー   | 第42回ばんえいダービー   | 第42回ばんえいダービー   | オレノココロ     | 牡3  | 鈴木恵介               | 槻舘重人               | 1:41.0 730kg        |
| 12月22日                 | 帯広競馬場               | 200m                     | オレノココロ     | 牡3  | 大森勝廣               | 大森勝廣               | 1:41.0 730kg        |

### 騎手招待・交流競走
- 第27回全日本新人王争覇戦（1月21日、高知競馬場） 総合優勝：杉原誠人（JRA美浦）[170]
- 第11回佐々木竹見カップ ジョッキーズグランプリ（1月29日、川崎競馬場） 総合優勝：山崎誠士（川崎）[171]
- 2013ジョッキーズチームマッチ（7月15日、盛岡競馬場） 総合優勝：Team JRA（岩田康誠・福永祐一・内田博幸・戸崎圭太）[172]
- スーパージョッキーズトライアル（SJT）
  - ワイルドカード（9月10日、門別競馬場） 本戦出場権獲得：大畑雅章（愛知）・青柳正義（金沢）[173]
  - 本戦（第1ステージ：9月25日・船橋競馬場、第2ステージ：10月17日・園田競馬場） 総合優勝：川原正一（兵庫）[174]
- 2013ダービージョッキーズスペシャル（10月29日、門別競馬場） 優勝：武豊[175]
- 第27回ワールドスーパージョッキーズシリーズ（11月30日・12月1日、阪神競馬場） 総合優勝：リチャード・ヒューズ（ イギリス）[176]
- 第22回ゴールデンジョッキーカップ（12月12日、園田競馬場）　総合優勝：戸崎圭太（JRA）[177]

## 表彰

### JRA賞
2014年1月7日発表。
競走馬部門
- 年度代表馬・最優秀短距離馬：ロードカナロア（牡5歳、栗東・安田隆行厩舎）
- 最優秀2歳牡馬：アジアエクスプレス（牡2歳、美浦・手塚貴久厩舎）
- 最優秀2歳牝馬：レッドリヴェール（牝2歳、栗東・須貝尚介厩舎）
- 最優秀3歳牡馬：キズナ（牡3歳、栗東・佐々木晶三厩舎）
- 最優秀3歳牝馬：メイショウマンボ（牝3歳、栗東・飯田明弘厩舎）
- 最優秀4歳以上牡馬：オルフェーヴル（牡5歳、栗東・池江泰寿厩舎）
- 最優秀4歳以上牝馬：ジェンティルドンナ（牝4歳、栗東・石坂正厩舎）
- 最優秀ダートホース：ベルシャザール（牡5歳、栗東・松田国英厩舎）
- 最優秀障害馬：アポロマーベリック（牡4歳、美浦・堀井雅広厩舎）

調教師及び騎手部門
- 最多勝利調教師・最多賞金獲得調教師・優秀技術調教師：角居勝彦（栗東）
- 最高勝率調教師：藤原英昭（栗東）
- MVJ（今年度より新設）・最多勝利騎手・最多賞金獲得騎手：福永祐一（栗東）
- 最高勝率騎手：川田将雅（栗東）
- 最多勝利障害騎手：高田潤（栗東）※対象は10勝以上
- 最多勝利新人騎手：該当者なし ※対象は30勝以上
- 特別賞：武豊（栗東）

JRA賞馬事文化賞
- 受賞作品：「消えた琉球競馬 幻の名馬『ヒコーキ』を追いかけて」
- 受賞者：梅崎晴光（スポーツニッポン新聞社レース部記者）

### NARグランプリ
2014年1月14日発表。
表彰馬部門
- 年度代表馬・2歳最優秀牡馬：ハッピースプリント（牡2歳、北海道・田中淳司厩舎）
- 2歳最優秀牝馬：ブルーセレブ（牝2歳、川崎・武井和実厩舎）
- 3歳最優秀牡馬：インサイドザパーク（牡3歳、船橋・林正人厩舎）
- 3歳最優秀牝馬：ピッチシフター（牝3歳、愛知・川西毅厩舎）
- 4歳以上最優秀牡馬：セイントメモリー（牡6歳、大井・月岡健二厩舎）
- 4歳以上最優秀牝馬・最優秀短距離馬：ラブミーチャン（牝6歳、笠松・柳江仁厩舎）
- ばんえい最優秀馬：カネサブラック（牡11歳、松井浩文厩舎）
- 最優秀ターフ馬：プレイアンドリアル（牡2歳、北海道・田部和則厩舎[注 4]）
- ダートグレード競走特別賞：ホッコータルマエ（牡4歳、JRA栗東・西浦勝一厩舎）
- 特別表彰馬
  - ブライアンズタイム（元競走馬・種牡馬）
  - フジノウェーブ（元競走馬）

表彰者部門
- 最優秀勝利回数調教師賞：雑賀正光（高知）
- 最優秀賞金収得調教師賞：川島正行（船橋）
- 最優秀勝率調教師賞：柏原誠路（兵庫）
- 殊勲調教師賞：田中淳司（北海道）
- 最優秀勝利回数騎手賞：川原正一（兵庫）
- 最優秀賞金収得騎手賞：御神本訓史（大井）
- 最優秀勝率騎手賞：山口勲（佐賀）
- 殊勲騎手賞：該当者なし
- 優秀新人騎手賞：笹川翼（大井）
- ベストフェアプレイ賞：木村健（兵庫）
- 優秀女性騎手賞：別府真衣（高知）
- 特別賞：該当者なし

### その他、競馬関係者に対する表彰
- 第46回日本プロスポーツ大賞[181]
  - 特別賞：武豊（JRA）
  - 功労賞：福永祐一（JRA）、大河原和雄（ばんえい）
  - 新人賞：菱田裕二（JRA）、山中悠希（船橋）
- 岩手競馬馬事文化賞[59] - 井上オークス『馬酔い放浪記』
- フランスギャロ年間表彰（国際賞） - JAPAN RACING（日本競馬界全体）[182]
- TCK大賞[183]
  - 競走馬部門
    - TCK大賞 - セイントメモリー
    - TCKホープ賞 - ブラックヘブン・ソルテ
    - TCKグロリアス賞 - プレティオラス
    - TCKスプリンター賞 - フジノウェーブ（特別賞も同時受賞）
    - TCKミストレス賞 - ビタースウィート

  - 調教師部門
    - 最優秀調教師賞 - 該当者なし
    - 優秀調教師賞 - 荒山勝徳・藤田輝信
    - 調教技術賞 - 森下淳平・米田英世
    - 調教奨励賞 - 蛯名雄太
    - 特別賞 - 鷹見浩・月岡健二

  - 騎手部門
    - 最優秀騎手賞 - 御神本訓史
    - 優秀騎手賞 - 真島大輔（フェアプレー賞も同時受賞）
    - 騎乗技術賞 - 的場文男・坂井英光
    - 新人騎手賞 - 笹川翼
    - 特別賞 - 該当者なし

## 新規免許取得者
騎手・調教師のみ記載。
地方競馬からJRAへ移籍した者、引退（または免許返上）後に再取得した者は除く。
地方競馬は年度単位（4月 - 翌年3月）となっているが、免許日を基準に記載する。
記載は氏名（所属地、免許日）の順。

### 騎手
- 山下雅之（笠松、1月1日）[184]
- 伴啓太（JRA美浦、3月1日）[185]
- 岩崎翼（JRA栗東、3月1日）[185]
- 城戸義政（JRA栗東、3月1日）[185]
- 原田敬伍（JRA栗東、3月1日）[185]
- 石川倭（北海道、3月31日）[186]
- 井上幹太（北海道、3月31日）[186]
- 寺島憂人（浦和、3月31日）[186]
- 見越彬央（浦和、3月31日）[186]
- 木佐貫泰佑（船橋、3月31日）[186]
- 笹川翼（大井、3月31日）[186]
- 瀧川寿希也（川崎、3月31日）[186]
- 木之前葵（名古屋、3月31日）[186]
- 小山裕也（兵庫、3月31日）[186]
- 張田昂（船橋、6月1日）[187]

### 調教師
- 尾形和幸（JRA美浦、3月1日）[188]
- 和田雄二（JRA美浦、3月1日）[188]
- 飯田祐史（JRA栗東、3月1日）[188]
- 石橋守（JRA栗東、3月1日）[188]
- 森田直行（JRA栗東、3月1日）[188]
- 小澤宏次（浦和、3月31日）[186]
- 保利良平（兵庫、3月31日）[186]
- 橋本忠明（兵庫、3月31日）[186]
- 宇野木博徳（浦和、6月1日）[187]
- 水野貴史（浦和、6月1日）[187]
- 稲益貴弘（船橋、6月1日）[187]
- 福永敏（大井、6月1日）[187]
- 加藤和義（金沢、6月1日）[187]
- 松平幸秀（兵庫、6月1日）[187]
- 南弘樹（兵庫、9月29日）[189]

## 通算勝利数の記録
地方競馬（ばんえいを除く）は「地方通算」のものと「中央・地方通算」があるが、それぞれ出典に拠った。
同一人物が複数の記録を達成した場合は原則として最後に記録されたものを記載するが、地方競馬から中央競馬へ移籍した騎手でそれぞれに記載可能な記録が発生した場合はこの限りでない。
記載は氏名（達成地、達成日）の順。

### 騎手
初勝利
グレゴリー・ブノワ（JRA東京、2月17日）※来日初勝利
原田敬伍（JRA中京、3月9日）
アンドレアシュ・シュタルケ（JRA阪神、3月23日）※JRA初勝利
笹川翼（大井、4月9日）
ルビー・ウォルシュ（JRA中山、4月13日）※JRA初勝利
瀧川寿希也（川崎、4月15日）
木之前葵（名古屋、4月17日）
井上幹太（門別、4月24日）※初騎乗で記録
伴啓太（JRA福島、4月27日）
見越彬央（浦和、4月30日）
石川倭（門別、5月3日）
木佐貫泰佑（船橋、5月9日）
岡田祥嗣（JRA京都、5月11日）※JRA移籍後初勝利
岩崎翼（JRA京都、5月19日）
小山裕也（園田、6月19日）
城戸義政（JRA函館、6月29日）
張田昂（川崎、7月2日）
寺島憂人（船橋、9月26日）
太田陽子（盛岡、10月6日）※国内初勝利
ミカエル・バルザローナ（JRA京都、11月3日）※JRA初勝利
パトリック・スマレン（JRA阪神、12月1日）※JRA初勝利
100勝
黒澤愛斗（名古屋、1月7日）
山本康志（JRA東京、2月3日）
戸崎圭太（JRA中山、4月6日）※JRA通算
郷間勇太（川崎、4月17日）
国分優作（JRA小倉、8月24日）
阿部龍（門別、10月24日）
丸山真一（名古屋、11月1日）
村松翔太（佐賀、11月16日）
赤塚健仁（ばんえい帯広、12月21日）
200勝
クリストフ・ルメール（JRA京都、1月14日）
西山裕貴（高知、3月3日）
川須栄彦（JRA新潟、5月4日）
柴田大知（JRA東京、5月5日）
有年淳（大井、5月13日）
藤岡康太（JRA新潟、5月18日）
松山弘平（JRA京都、5月25日）
持原大志（名古屋、7月5日）
島津新（ばんえい帯広、7月14日）
酒井学（JRA小倉、8月3日）
300勝
吉井友彦（笠松、1月10日）
古川吉洋（JRA中京、3月17日）
柴山雄一（JRA東京、5月25日）
松田大作（JRA函館、7月28日）
阪野学（門別、11月14日）
400勝
本橋孝太（浦和、2月13日）
別府真衣（高知、3月17日）
藤原幹生（笠松、8月15日）
三浦皇成（JRA函館、8月24日）
岩橋勇二（門別、10月23日）
500勝
上田将司（高知、3月3日）
藤岡佑介（JRA阪神、3月9日）
横井将人（名古屋、4月18日）
入澤和也（ばんえい帯広、6月3日）
吉田隼人（JRA函館、7月13日）
高松亮（盛岡、7月13日）
町田直希（浦和、7月19日）
浜中俊（JRA中京、7月20日）
山本聡哉（盛岡、7月27日）
桑村真明（門別、8月29日）
今井貴大（笠松、10月23日）
藤江渉（川崎、11月12日）
山本政聡（水沢、12月2日）
600勝
松岡正海（JRA中山、3月31日）
山崎誠士（川崎、5月22日）
阿部武臣（ばんえい帯広、9月22日）
700勝
内田博幸（JRA中山、4月13日）
川田将雅（JRA京都、11月9日）
800勝
佐藤友則（笠松、5月13日）
900勝
北村宏司（JRA中山、2月24日）
繁田健一（大井、3月26日）
加藤和博（川崎、7月2日）
工藤篤（ばんえい帯広、10月21日）
1000勝
岩田康誠（JRA京都、4月20日）
吉田豊（JRA東京、4月21日）
宮川実（高知、6月1日）
真島大輔（大井、6月7日）
森泰斗（大井、7月10日）
幸英明（JRA中京、7月20日）
松浦政宏（園田、9月12日）
倉富隆一郎（佐賀、10月6日）
尾島徹（笠松、11月22日）
早田秀治（大井、11月27日）
石崎駿（船橋、12月3日）
大畑雅章（名古屋、12月26日）
1200勝
大口泰史（ばんえい帯広、2月23日）
丹羽克輝（名古屋、3月8日）
服部茂史（門別、5月16日）
1400勝
見澤譲治（浦和、4月16日）
四位洋文（JRA函館、6月30日）
後藤浩輝（JRA中山、12月14日）
1500勝
倉兼育康（高知、2月24日）
鈴木恵介（ばんえい帯広、3月10日）
御神本訓史（大井、3月25日）
福永祐一（JRA東京、4月21日）
吉原寛人（金沢、5月28日）
1600勝
関本淳（水沢、3月23日）
松田道明（ばんえい帯広、4月20日）
宮崎光行（門別、6月5日）
丸野勝虎（名古屋、6月7日）
田中勝春（JRA中山、9月21日）
1800勝
尾ヶ瀬馨（ばんえい帯広、2月25日）
中舘英二（JRA中京、3月23日）
2000勝
今野忠成（川崎、1月31日）
2100勝
柴田善臣（JRA東京、10月26日）
2200勝
花本正三（笠松、3月13日）
東川公則（笠松、7月25日）
戸部尚実（名古屋、8月19日）
2300勝
戸崎圭太（船橋、1月11日）※地方競馬通算
中西達也（高知、8月4日）
2400勝
横山典弘（JRA東京、4月21日）
赤岡修次（高知、8月4日）
2500勝
田中学（園田、1月9日）
西川敏弘（高知、11月2日）
藤野俊一（ばんえい帯広、11月11日）
張田京（川崎、11月12日）
2700勝
安部幸夫（名古屋、9月19日）
岡部誠（笠松、11月18日）
2900勝
大河原和雄（ばんえい帯広、4月21日）
向山牧（笠松、12月13日）
3400勝
藤本匠（ばんえい帯広、5月6日）
内田利雄（船橋、10月31日）
3500勝
武豊（JRA京都、1月13日）
3700勝
小林俊彦（盛岡、6月2日）
6500勝
的場文男（川崎、8月23日）

### 調教師
初勝利
飯田幸雄（川崎、1月28日）
尾形和幸（JRA福島、7月6日）
和田雄二（JRA福島、7月20日）
宇野木博徳（浦和、8月9日）
浜田多実雄（JRA阪神、9月8日）
水野貴史（船橋、9月24日）
高橋亮（JRA京都、10月13日）
福永敏（大井、10月15日）
小澤宏次（浦和、10月21日）
100勝
野中賢二（JRA阪神、2月23日）
吉田直弘（JRA阪神、3月2日）
山中尊徳（浦和、3月22日）
水野貴広（JRA中山、3月23日）
羽月友彦（JRA阪神、3月24日）
村山明（JRA阪神、3月30日）
佐藤厚弘（船橋、4月1日）
高木登（JRA函館、6月30日）
牧光二（JRA福島、6月30日）
大竹正博（JRA函館、7月6日）
渋谷信博（川崎、8月19日）
小野望（門別、8月21日）
藪口一麻（浦和、10月25日）
梅田智之（JRA福島、11月2日）
笹田和秀（JRA京都、11月10日）
林隆之（川崎、11月12日）
尾関知人（JRA中山、11月30日）
200勝
西弘美（ばんえい帯広、2月4日）
岡田稲男（JRA小倉、2月10日）
椎名廣明（浦和、5月29日）
新井清重（浦和、5月30日）
谷原義明（JRA東京、6月15日）
宮本博（JRA函館、7月6日）
牛房榮吉（浦和、7月18日）
佐久間雅貴（門別、9月10日）
八木正喜（川崎、10月8日）
石毛善彦（JRA東京、10月26日）
平田修（JRA中山、12月8日）
中尾秀正（JRA阪神、12月23日）
300勝
田中章博（JRA小倉、2月10日）
手塚貴久（JRA東京、2月16日）
坂本東一（ばんえい帯広、4月15日）
杉浦宏昭（JRA東京、4月27日）
柳澤好美（門別、6月20日）
福島信晴（JRA函館、6月22日）
高橋司（門別、7月2日）
佐々木功（船橋、7月16日）
矢作芳人（JRA函館、7月28日）
戸田博文（JRA新潟、8月25日）
堀宣行（JRA中山、9月8日）
田島寿一（船橋、9月27日）
谷口常信（門別、10月15日）
宮徹（JRA京都、10月26日）
400勝
藤原英昭（JRA京都、4月20日）
桧森邦夫（門別、6月12日）
小島太（JRA新潟、7月27日）
境直行（JRA小倉、8月17日）
崎山博樹（JRA阪神、9月22日）
山中静治（門別、9月26日）
小林長吉（ばんえい帯広、10月7日）
田中淳司（門別、10月8日）
500勝
佐山優（JRA中京、2月2日）
宮路洋一（高知、3月19日）
高橋祥泰（JRA中山、3月31日）
金山明彦（ばんえい帯広、4月15日）
廣森久雄（門別、5月8日）
加藤幸保（笠松、8月30日）
矢野義幸（船橋、9月10日）
小北栄一（ばんえい帯広、10月12日）
小久保智（浦和、12月24日）
600勝
橋田満（JRA阪神、6月8日）
坂口正則（JRA小倉、8月11日）
村上慎一（ばんえい帯広、9月16日）
金田勇（ばんえい帯広、11月25日）
和田正道（JRA中京、12月15日）
700勝
角川秀樹（門別、7月3日）
松井浩文（ばんえい帯広、8月11日）
松田博資（JRA阪神、9月21日）
800勝
林豊（ばんえい帯広、8月25日）
槻舘重人（ばんえい帯広、8月26日）
内田勝義（川崎、9月4日）
領家政蔵（JRA福島、11月17日）
900勝
田上忠夫（ばんえい帯広、3月3日）
大友栄人（ばんえい帯広、5月6日）
1100勝
平田義弘（ばんえい帯広、7月1日）
原孝明（門別、7月31日）
1200勝
久田守（ばんえい帯広、1月5日）
藤沢和雄（JRA中山、12月8日）
1300勝
堂山芳則（門別、6月4日）
1500勝
伊藤強一（笠松、2月12日）
1700勝
櫻田浩三（水沢、3月23日）
1800勝
服部義幸（ばんえい帯広、9月8日）
2000勝
雑賀正光（高知、1月20日）

## 誕生
この年に生まれた競走馬は2016年のクラシック世代となる。

### 競走馬
- 1月16日 - ビッシュ[363]
- 1月17日 - ジュエラー[364]
- 1月25日 - オウケンビリーヴ[365]
- 1月28日 - マカヒキ[366]
- 1月29日 - リオンディーズ[367]
- 1月30日 - マウントロブソン[368]、サトノダイヤモンド[369]
- 2月7日 - ラヴアンドポップ[370]
- 2月8日 - チェッキーノ[371]
- 2月10日 - エアスピネル[372]
- 2月14日 - ブラックスピネル[373]
- 2月16日 - キョウエイギア[374]
- 2月20日 - スマートオーディン[375]、カツゲキキトキト[376]
- 2月22日 - ラニ[377]、ロジクライ[378]、メートルダール[379]
- 2月23日 - フォイヤーヴェルク[380]
- 2月27日 - プロフェット[381]
- 3月1日 - ダンツプリウス[382]
- 3月3日 - ミッキーロケット[383]
- 3月4日 - ソルヴェイグ[384]
- 3月5日 - エンジェルフェイス[385]
- 3月6日 - ロードクエスト[386]、トウショウドラフタ[387]
- 3月7日 - ウインテンダネス[388]、プリンシアコメータ[389]
- 3月8日 - セイウンコウセイ[390]
- 3月9日 - ドレッドノータス[391]
- 3月11日 - ナックビーナス[392]
- 3月12日 - ガンコ[393]
- 3月16日 - シュウジ[394]
- 3月17日 - シャケトラ[395]
- 3月18日 - アドマイヤリード[396]、ヴァンキッシュラン[397]
- 3月21日 - アドマイヤエイカン[398]
- 3月22日 - ブレイブスマッシュ[399]、ストロングタイタン[400]
- 3月23日 - サウンドスカイ[401]
- 3月24日 - ディーマジェスティ[402]
- 3月25日 - ビービーバーレル[403]
- 3月26日 - メジャーエンブレム[404]、ヴェンジェンス[405]
- 3月27日 - マイネルバサラ[406]
- 3月29日 - グレイトパール[407]
- 4月1日 - レインボーライン[408]
- 4月2日 - ルックトゥワイス[409]
- 4月3日 - ミッキーグローリー[410]
- 4月8日 - デンコウアンジュ[411]、メイショウダッサイ[412]、グレンツェント[413]
- 4月9日 - ヴィブロス[414]、ワンブレスアウェイ[415]、ダイメイプリンセス[416]、ブランボヌール[417]
- 4月11日 - ハートレー[418]、シンハライト[419]
- 4月17日 - ワンミリオンス[420]
- 4月19日 - ゴールドドリーム[421]
- 4月21日 - ボールライトニング[422]
- 4月22日 - ロンドンタウン[423]、エンパイアペガサス[424]、リンダリンダ
- 4月23日 - フロンテアクイーン[425]
- 4月24日 - ワンダーリーデル[426]、タイニーダンサー、サイタスリーレッド
- 4月26日 - ファインニードル[427]、ムーンクエイク[428]
- 4月27日 - ミライヘノツバサ[429]、ディアマルコ[430]
- 4月30日 - ヨカグラ[431]
- 5月2日 - シルバーステート[432]、ジュールポレール[433]
- 5月5日 - ダイアナヘイロー[434]、サトノティターン[435]
- 5月7日 - ヒーズインラブ[436]、クインズサターン[437]、キングハート[438]
- 5月10日 - マイネルハニー[439]
- 5月11日 - ケイティブレイブ[440]
- 5月12日 - ゼーヴィント[441]
- 5月22日 - キンショーユキヒメ[442]
- 5月24日 - エテルナミノル[443]

## 死亡

### 競走馬・繁殖馬・功労馬
- 1月8日 - ロイヤルスズカ[444]
- 1月14日 - フラッシュオブスティール[445]
- 1月27日 - ストローハット[446]
- 2月6日 - メジロモントレー[447]
- 3月3日 - ザカリヤ[448]
- 3月6日 - フジノマッケンオー[449]
- 3月10日 - ストロングガルーダ[450]
- 3月11日 - タニノクリスタル[451]
- 3月15日 - ゴールデンジャック[452]
- 3月16日 - マイシンザン[453]
- 4月1日 - メイショウホムラ[454]
- 4月4日 - ブライアンズタイム[455]
- 4月10日 - ハギノカムイオー[456]
- 4月21日 - キャプテンスティーヴ[457]
- 4月23日 - エアグルーヴ[458]
- 4月24日
  - ストームキャット[459]
  - アクシオン[460]
- 4月26日 - タイキマーシャル[461]
- 4月27日 - マーベラスカイザー[462]
- 5月1日 - シルバーレーン[463]
- 5月9日 - リバーセキトバ[464]
- 5月12日 - フミノイマージン[465]
- 5月26日 - メジロランバダ[466]
- 5月29日 - ジョワドヴィーヴル[467]
- 5月30日 - フィフスペトル[468]
- 6月26日 - ナイスナイスナイス[469]
- 7月3日 - テンマデトドケ[470][471]
- 7月7日 - デュランダル[472]
- 7月9日
  - ファスリエフ[473]
  - タニノシスター[474]
- 7月20日 - ワールドクリーク[475]
- 7月21日 - フレールジャック[476]
- 7月23日 - ファンドリポポ[477]
- 8月7日 - ヤマニンアラバスタ[478]
- 8月29日 - ファストトパーズ[479]
- 8月30日 - トウカイテイオー[480]
- 9月初旬 - エンジュオウカン[481]
- 9月6日 - プラチナティアラ[482]
- 9月14日 - ドングラシアス[483]
- 10月23日 - フジノウェーブ[484]
- 10月28日 - ハクタイセイ[485]
- 10月30日 - オレハマッテルゼ[486]
- 11月15日 - トーホウドリーム[487]
- 11月30日 - マジェスティバイオ[488]
- 12月7日
  - イソノルーブル[489]
  - マチカネタンホイザ[490]
- 12月8日 - ダイユウサク[491]
- 12月15日 - キタサンヒボタン
- 12月17日 - ミスタートウジン[492]
- 12月21日 - シンウインド[493]
- 12月23日
  - サマーバード[494]
  - イナズマクロス[495]

### 人物
- 3月2日 - 平井豊光（GI勝馬エイシンデピュティ・エイシンフラッシュなどの馬主。栄進堂代表取締役会長・栄進牧場代表）[496]
- 4月11日 - 山藤統宏（特別区競馬組合調教師、元騎手）[497]
- 6月3日 - 清水道一（馬主の株式会社テンジン代表、所有馬にワシントンカラー、テンジンショウグンなど）[498]
- 7月12日 - 柴崎勇（日本中央競馬会調教師、元騎手）[499]
- 8月9日
  - 平目孝志（日本中央競馬会調教助手、元騎手）[500]
  - 高橋英夫（日本中央競馬会元調教師、元騎手）[501]
- 8月12日 - 内藤繁春（日本中央競馬会元調教師、元騎手）[502]
- 11月5日 - 増本豊（日本中央競馬会調教師）[503]
- 11月6日 - 濱口楠彦（岐阜県地方競馬組合騎手）[504]
- 11月27日 - 矢部幸一（GI勝馬ホッコータルマエなどの馬主）[505]
- 12月22日 - 重畠勝利（兵庫県競馬組合調教師）[506]